# Oncose
Oncose is een manier waarop een cel dood kan gaan bij een meercellig organisme. Waar bij apoptose de cel krimpt, ineenzakt en de restjes zich vervolgens verpakken in blaasjes, gebeurt bij oncose juist het tegenovergestelde.
Bij oncose zwelt de cel, inclusief zijn organellen, op. Door het blijvende opzwellen zal dit leiden tot een te grote druk op het plasmamembraan en te grote druk in organellen als mitochondriën. Door de te grote druk zal er een breuk ontstaan in het plasmamembraan, waardoor je ook verlies krijgt van de rest van de intracellulaire inhoud.